# 布恰 (德米特里夫卡市镇)

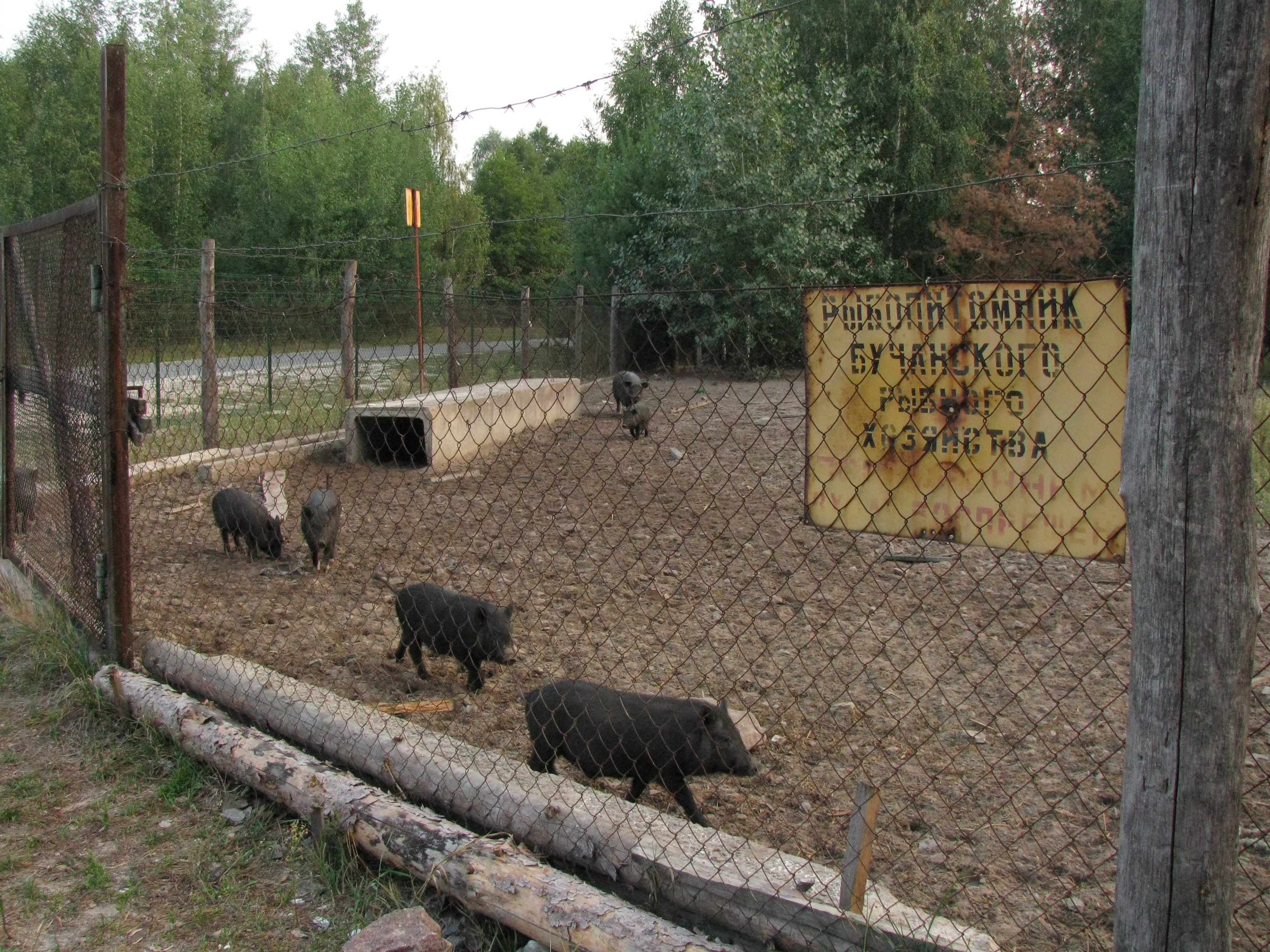

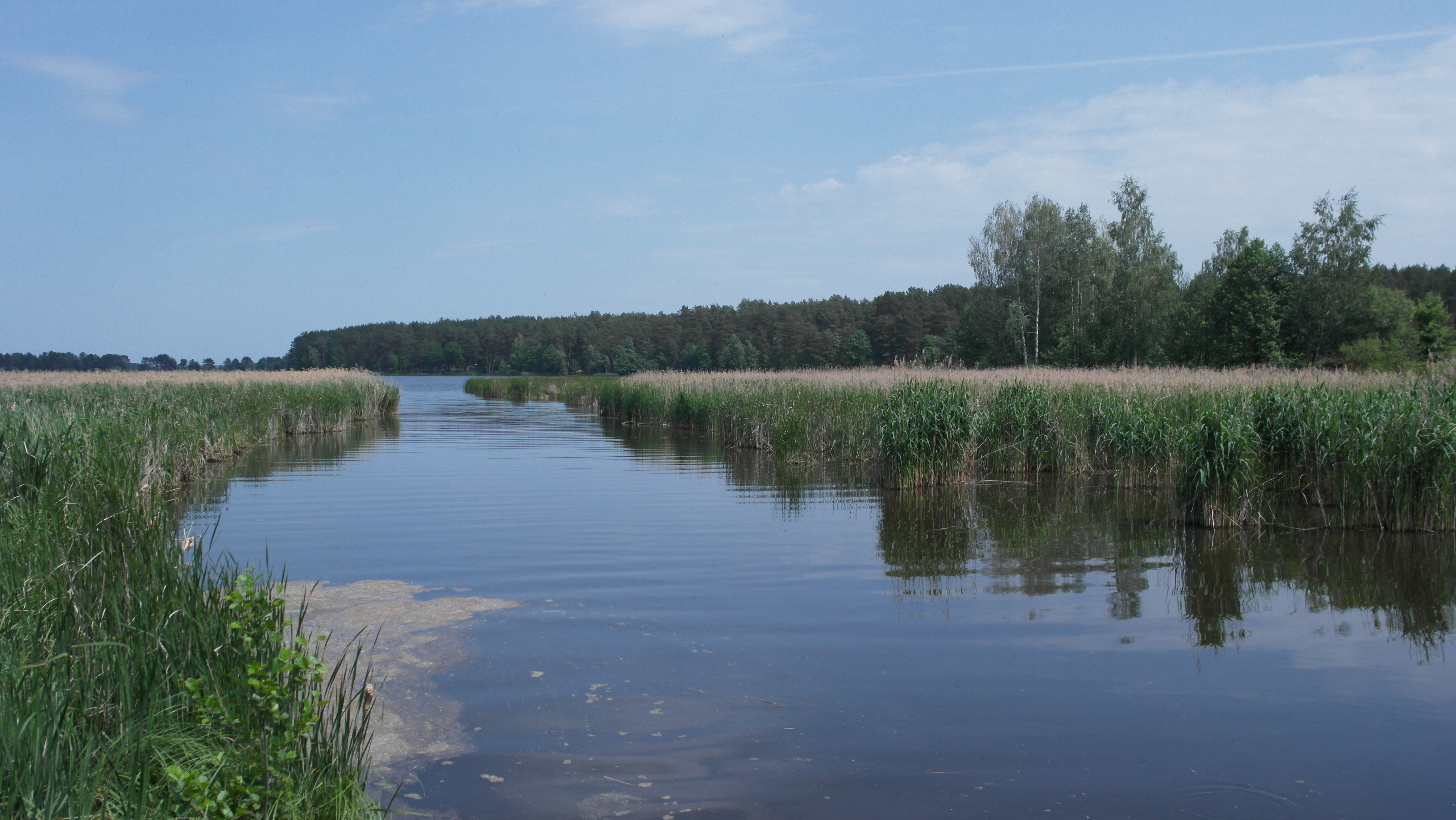

50°26′48″N 30°3′55″E / 50.44667°N 30.06528°E
布恰（烏克蘭語：Буча，羅馬化：Bucha，發音：[ˈbutʃɐ] ⓘ）是位於烏克蘭北部的村莊，由基辅州布恰区的德米特里夫卡市鎮負責管轄。該村面積0.24平方公里，海拔高度155米，2001年人口144，人口密度每平方公里597.5人。